# Rio Bănesele
O Rio Bănesele é um rio da Romênia afluente do Rio Lumaşu, localizado no distrito de Dolj.